# Mordet på Erik Fasth

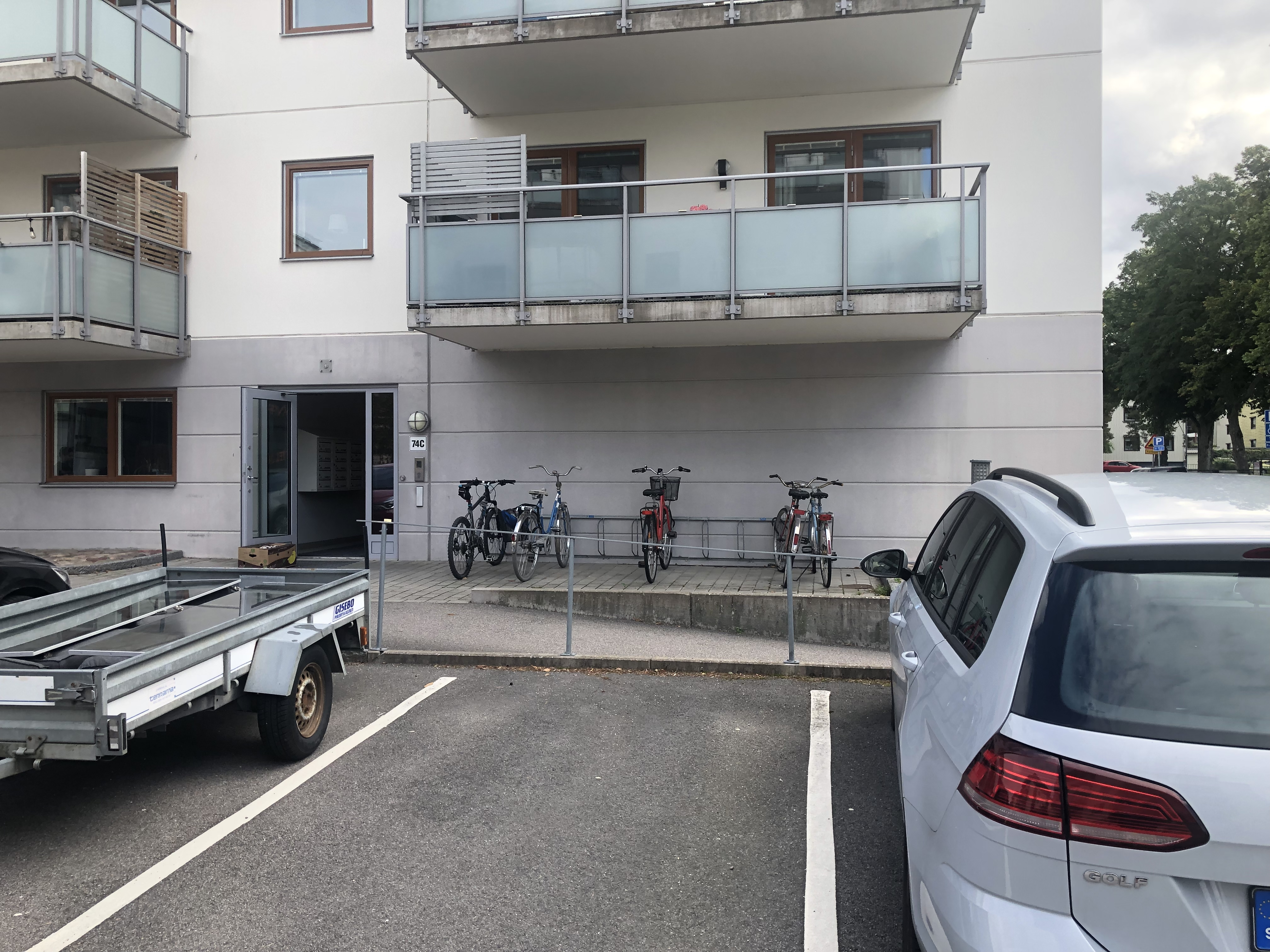
Lägenhetsbyggnaden där mordet ägde rum.

Mordet på Erik Fasth, i media ibland kallat Assistentmordet, ägde rum på morgonen 4 september 2020. Erik Fasth, född 7 juni 1988, hade arbetat nattpass som personlig assistent hemma hos en brukare, när han mördades i dennes lägenhet i centrala Trollhättan. Mordet blev mycket uppmärksammat medialt, och Fasths kollega Jennie Olsson dömdes i hovrätten till livstids fängelse för mordet.

## Mordet
Natten mellan den 3 och 4 september 2020 hade Erik Fasth och en kollega arbetat nattpass som personliga assistenter hos en brukare i centrala Trollhättan. Brukaren behövde ständig tillsyn dygnet runt, och vid skiftbytet på morgonen påträffades Fasth livlös av en annan kollega. Stora blodspår hittades i lägenheten, och kollegan trodde först att Fasth, som var diabetiker, fått ett anfall, och att hans diabetespump åkt ut.
Ambulans kallades till platsen, och det konstaterades att Fasth varit död i flera timmar. Fasth hade även flera stickskador, bland annat på halsen. I lägenheten saknades även brukarens plånbok och bankkort.

### Misstänkt gärningsman
Under polisens undersökning kom det fram att pengar förts över mellan brukarens bankkonton under mordnatten, och assistentkollegan Jennie Olsson, som haft tillgång till brukarens bank-ID, misstänktes som gärningsman. Olsson hade även synts på en övervakningskamera då hon tagit ut pengar från en bankomat i Ljungskile, och även när hon slängt föremål på en återvinningsstation.
Då Olsson blivit misstänkt gärningsman i utredningen, undersökte polisen även hennes mobiltelefon och bankkonton. Det visade sig snart att Olsson var spelberoende, och därför haft ekonomiska svårigheter. Då Olsson haft stora skulder, hade hon månaderna innan mordet lånat stora summor pengar av personer i sin närhet. Hon hade även frågat brukarens mamma om att låna pengar från brukaren, någon som inte beviljades. Då Olsson kom till lägenheten för att stjäla plånbok och bankkort från brukaren smög hon upp bakom kollegan Erik Fasth och dödade honom med flera knivhugg.

### Dom
Olsson dömdes i tingsrätten till 18 års fängelse, vilket är det längsta tidsbestämda straffet i Sverige. Hon dömdes för grov stöld och två fall av bedrägeri. Eftersom brukaren, som behövde ständig tillsyn dygnet runt lämnades skyddslös efter mordet, dömdes hon även för framkallande av fara för annan. I maj 2021 skärpte hovrätten straffet till livstids fängelse.

## I media
Mordet uppmärksammades hösten 2021 i ett avsnitt av kriminalprogrammet Svenska fall.